# Municipio de Champerico
Municipio de Champerico är en kommun i Guatemala.   Den ligger i departementet Departamento de Retalhuleu, i den sydvästra delen av landet, 160 km väster om huvudstaden Guatemala City.
Följande samhällen finns i Municipio de Champerico:
- Champerico